# Miroslav Zuzánek
Miroslav Zuzánek (21. února 1924 – 9. května 1994) byl český fotbalista, obránce, reprezentant Československa.

## Fotbalová kariéra
V československé reprezentaci odehrál roku 1955 dvě utkání, jednou startoval za B mužstvo (1953). V lize odehrál 202 zápasů a dal 26 gólů. Hrál za Viktorii Žižkov (1943-1947), ATK Praha (Duklu) (1948-1949), Spartu Praha (1950-1956) a Spartak Ústí nad Labem (1958-1959). Se Spartou se stal dvakrát mistrem Československa (1952, 1954).

## Ligová bilance
| Ročník                                     | Zápasy | Góly | Klub                   |
| ------------------------------------------ | ------ | ---- | ---------------------- |
| Národní liga 1943/1944                     | -      | -    | Viktoria Žižkov        |
| Státní liga 1945/1946                      | -      | 10   | Viktoria Žižkov        |
| Státní liga 1946/1947                      | -      | 1    | Viktoria Žižkov        |
| Státní liga 1948                           | -      | 0    | ATK Praha              |
| Celostátní československé mistrovství 1949 | -      | 0    | ATK Praha              |
| Celostátní československé mistrovství 1950 | -      | 0    | Bratrství Sparta Praha |
| Mistrovství československé republiky 1951  | -      | 0    | ČKD Sokolovo Praha     |
| Mistrovství československé republiky 1952  | -      | 1    | Spartak Praha Sokolovo |
| Přebor československé republiky 1953       | 13     | 1    | Spartak Praha Sokolovo |
| Přebor československé republiky 1954       | 15     | 0    | Spartak Praha Sokolovo |
| Přebor československé republiky 1955       | 21     | 0    | Spartak Praha Sokolovo |
| 1. československá fotbalová liga 1956      | 5      | 0    | Spartak Praha Sokolovo |
| 1. československá fotbalová liga 1958/1959 | 12     | 1    | Spartak Ústí nad Labem |
| CELKEM 1. československá liga              | 202    | 26   |                        |